# Aula Volta
L'Aula Volta è una delle storiche aule dell'Università di Pavia, progettata da Leopoldo Pollack nel 1787.

## Storia e descrizione
Nel 1784, l'imperatore Giuseppe II, durante una visita all'università di Pavia, lamentò l'insufficienza dei locali destinati all'insegnamento della fisica. Nel 1785 ordinò la costruzione di una nuova aula e di una galleria per le macchine. L'incarico venne affidato a Leopoldo Pollack, che si ispirò al teatro anatomico l'Aula Scarpa, che pochi anni prima aveva realizzato per l'università, tuttavia la sua realizzazione presentò maggiori difficoltà perché le colonne poggiano sulla volta del locale sottostante e non sui muri perimetrali dell'edificio. La volta a conchiglia fu realizzata da Giuseppe Marchesi nel 1830 e il busto marmoreo di Alessandro Volta fu scolpito da Giovanni Battista Comolli nel 1831.

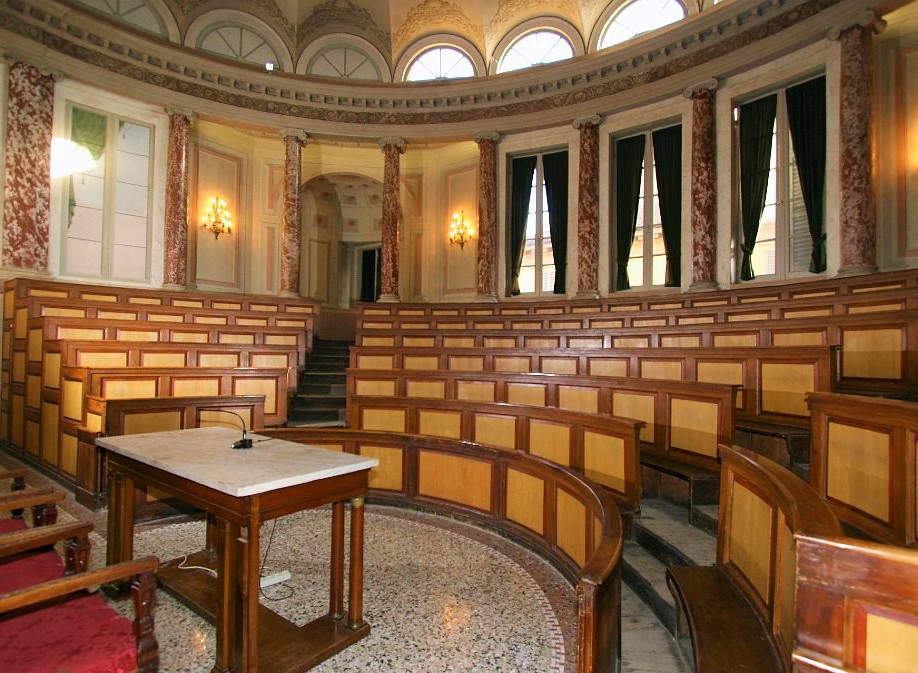
L'interno